# Красимир Вълков
 Красимир Георгиев Вълков  е български политик, член на БКП,БСП, кандидат-член на ЦК на БКП (1981 – 1986 г.), първи секретар на Общинския комитет на БКП в Михайловград (1986 – 1988 г.), председател на ИК на ОбНС Михайловград през периодите: декември 1983 – март 1986 г.; февруари 1988 – октомври 1990 г.

## Биография
Роден е на 9 октомври 1949 г. в Михайловград и произхожда от стар градски род. Прадядо му е притежавал фурна, магазини за железария и земеделски инвентар – фирма „Георги Вълков и синове“ – регистрирана през 1919 г. Дядо му Димитър Вълков е участник в Септемврийското въстание 1923 г., убит след потушаване на въстанието на 11 октомври 1923 г. Баща му Георги Вълков е дългогодишен директор на БНБ в града, майка му е служител в ГНС и в завод „Електроакустика“. Красимир Вълков завършва средно образование в ТЕТ „Христо Ботев“ и следва в МЕИ – София. След конкурс е студент в Политехническия институт – Киев, където завършва с отличие по специалността „изчислителна техника“ през 1974 г. Редовен аспирант е в същия институт 1974 – 1978 г. Притежава научна степен „доктор на науките“. Участва като автор и съавтор в 36 изобретения и 8 научни статии и доклади. През периода 1978 – 1983 г. отбива редовната си военна служба, работи като инженер в завод „Аналитик“ – Михайловград и секретар на Общинския комитет на БКП. От 1983 до 1986 г. е председател на ИК на ОбНС Михайловград; от 1986 до 1988 г. е първи секретар на Общинския комитет на БКП и от 1988 до 1990 г. отново е председател на ИК на ОбНС. Избиран е за общински и окръжен съветник, за кандидат-член на ЦК на БКП (1981 – 1986 г.). След 1990 г. е едноличен търговец, собственик на фирма за производство на закуски, занимава се и със строителна дейност.

## Политическа дейност
За председател на ОбНС – Михайловград е избран след изборите за общински съветници на 4 декември 1983 г. На 9 декември с.г. е проведена учредителна сесия на ОбНС на която по предложение на Бюрото на ОК на БКП за председател на ИК е предложен Красимир Вълков, за първи заместник-председател Дойчин Еленков и за заместник-председатели: инж. Николчо Драганов и инж. Марин Маринов. Всички са избрани единодушно.
През първия мандат на Красимир Вълков (1983 – 1986 г.) се осъществява стабилно развитие в материалното производство въпреки неблагоприятните климатични условия и затрудненията в електроснабдяването. Инвестирани са общо 50 млн. лв. в отраслите на материалното производство и са въведени производствени мощности за над 68 млн. лв. Извършена е реконструкция и модернизация на редица предприятия, въведени са в действие машини с цифрово-програмно управление, разработени са нови изделия и технологични линии. В промишлените предприятия работят над 16 000 работници, произведената продукция е за 646 млн. лв., от която 36 % е с държавна оценка „К“ и „1“. Съществува нестабилност в изпълнение на производствените програми и нарушаване на трудовата дисциплина.
В строителството са въведени нови технологии, усъвършенства се едропанелното жилищно строителство. Завършени са и влизат в експлоатация: реконструкция на Завод за подова керамика, разширения на: Инструментален завод „Прециз“; завод „Армейски генерал Иван Михайлов“; фабрика за безалкохолни напитки; цех за сухо мляко в предприятие „Млечна промишленост“. Построени са редица социални обекти: Технически център на СБА; Лабораторен корпус на Геологопроучвателно предприятие; Аптечен комплекс; І и ІІ етап на Мемориалния комплекс „Септември-1923 г.“; 30-класно училище в кв. „Младост“. Нерешени проблеми в отрасъла са: усвояване лимита за изграждане на редица обекти, бавно внедряване на научно-техническия прогрес, качеството и недостига на ръководни и изпълнителски кадри.
В градоустройството и благоустрояването е характерно подобряването на жизнената среда. През 1984 – 1985 г. са въведени в експлоатация 1240 жилища. Благоустройствената програма е преизпълнена, извършена е втора реконструкция на площад „23 септември“ (пл. „Жеравица“) – намалена е мраморната площ, увеличени са зелените пространства и местата за отдих и почивка. Завършен е водопровода за снабдяване на промишлената зона с вода от Извòра. Извършена е реконструкция на осветителната мрежа в централната част на града, засадени са няколко хиляди едри и дребни дръвчета и храсти. Благоустроени и естетизирани са дворове на редица предприятия и организации. Недостатъчна е дейността по поддържане на уличните платна и тротоарите, изграждането на паркинги и детски площадки.
В търговията и услугите планът е изпълнен 102%, продадени са повече стоки за 13210 лв. в сравнение с предишния мандат. Увеличени са продажбите на месо и месни продукти, мляко и млечни продукти, захар, брашно, мебели, телевизори. Търговските заведения са увеличени с 23 нови обекта. Построен е съвременен супермаркет в кв. „Младост“, открити са търговски обекти в редица предприятия на града. Не са задоволени напълно нуждите на гражданите от някои видове стоки – мляко и млечни продукти, месо и месни продукти, пиво, безалкохолни напитки, боза, строителни и отоплителни материали и др., особено в селата на общината.
Битовото обслужване се осъществява в 145 обекта, но понякога те не могат да поемат всички заявки, липсват и достатъчно резервни части за ремонт на битовите уреди.
Автомобилния парк е обновен с 50% – доставени са нови 54 автобуса и 44 леки и товарни таксиметрови автомобили. Броят на превозените пътници е увеличен, удължени са градските автолинии за обслужване на пътници от новите жилищни комплекси. Изградени са удобни транспортни връзки с всички села на общината, със София и със съседните градове. Не са решени напълно въпросите за качеството и културата на транспортното обслужване.
През 1985 г. влизат в експлоатация VІІІ ЕСПУ в кв. „Младост“ – частично и ЦДГ № 14; открито е Средно спортно училище за обучение по волейбол, баскетбол, лека атлетика, футбол, борба и джудо. Подобрено е ръководството и управлението на учебно-възпитателните заведения, в училищата са изградени нови кабинети, лаборатории, работилници, музеи, компютърни зали, клубове по ТНТМ и др. Извършена е реконструкция на базата в пионерския лагер на общината в с. Говежда. Открит е новият учебно-технически център на Съюза на българските автомобилисти, създадена е Софтуерна къща за програмно осигуряване и системи. (1985 г.)/
Художествената самодейност се осъществява в 15 жанра със 149 колектива и над 3000 участници, разгръща се движението „Знаме на мира“. Утвърден е новият герб на града по проект на художника Теодоси Антонов.(1984 г.)
Започва строителството на нов Хирургически блок на Окръжната болница (1984 г.), но след промените от 1989 г. остава недовършен; влиза в действие нов аптечен комплекс (1985 г.). Подпомогнати са през този период общо 4119 семейства.
Красимир Вълков е освободен като председател и член на ИК на ОбНС Михайловград на сесия на ОбНС на 25 март 1986 г., поради преминаване на длъжност първи секретар на ОбК на БКП, с което завършва първият мандат от неговото управление.

Вторият мандат на Красимир Вълков започва с изборите на 28.02.1988 г. и продължава до 1 октомври 1990 г. На 8 март 1988 г. е проведена учредителна сесия на ОбНС за избиране на ИК на ОбНС. Предложения състав на ИК е избран единодушно от общинските съветници. През този мандат (февруари 1988 – октомври 1990 г.) завършва строителството и е пуснат в експлоатация фонтана на централния площад. Утвърждава се и влиза в сила новия регулационен план на града.

В първата година от мандата се осъществява растеж на общинската икономика, продължава изграждането и модернизирането на материално-техническата база, въведени са нови производствени мощности и научно-технически разработки. Повишава се ефективността на производството като над плана са произведени редица стоки – фитинги, тухли, подови плочки, шивашки изделия, обувки, месо, мебели, увеличено е селскостопанското производство. По-пълно се задоволяват социалните потребности на населението, подобрено е снабдяването на пазара.
Не малък брой предприятия не изпълняват производствените си планове, особено в отрасъл строителство където са построени 273 апартамента, а броят на картотекираните семейства е 5621. Съществува текучество на работната сила в общинската икономика – през 1988 г. са приети на работа 5374 души, а напуснали са 5182. Над 50% от работниците са заети с тежък ръчен и непривлекателан труд. Дефицитността за някои стоки е постоянна – телевизори, хладилници, трикотаж, текстил, електрически уреди, захарни изделия, подправки. Не са произведени планираните количества в селското стопанство – пшеница, ечемик, домати, зеле, картофи и др. Завършва изграждането на VІІІ ЕСПУ и реконструкцията на І и VІ ЕСПУ, продължава строителството на Хирургичния блок.

През 1989 г. общинската икономика навлиза в стагнация, липсват суровини и материали, главно от внос. Правят се промени в икономическия модел, започва изграждането на фирми – общински и на граждани в сферата на търговията и услугите. Стопанският живот на общината прави първите си стъпки в условията на фирмената организация. Над плана са произведени зърно, месо и мляко, намалява производството на фитинги, подови плочки, прежди, остава дефицитът на редица стоки от последните години. Продължава благоустрояването с помощта на редица предприятия. Недостатъчно е изпълнението на жилищната програма, обслужването в транспорта е незадоволително, поради липса на резервни части, гуми и техническото състоятие на автобусния парк. Предстои завършването на промишленото строителство и насочване на усилията към строителството на социални обекти – болница, училища и детски градини, търговски обекти и др. Не са достатъчни извършваните услуги на граждани като ремонт на МПС, шивашки услуги и др.

В последната година от мандата състоянието на общинската икономика в условията на икономическа криза е тревожно. Тенденцията на спадане на производството се засилва, обема на промишлената продукция намалява, най-много в електрониката и машиностроенето. Дефицитът на стоки за потребление нараства, липсват жизнено необходими стоки, цените на хранителните продукти и горивата се увеличават непрекъснато. Нарастват безработицата и нарушенията на обществения ред.

През този мандат е открит Стопанско-правния факултет в града след подписване на договор между ВИИ „Карл Маркс“ (УНСС) – София и ОбНС – Михайловград на 21 юни 1990 г. Учебните занятия започват на 2 октомври с.г. Факултетът подготвя специалисти по стопанско, административно, финансово и банково право, банки и банкови операции, мениджмънт и маркетинг с годишен прием 100 студенти. С решение на ОбНС за учебен корпус е предоставена сградата на ОбС на БСП. Стопанско-правния факултет разполага със стол, студентско общежитие, приемна за отсядане на гостуващите преподаватели, както и стипендии на желаещите студенти с местни предприятия. Тук за първи път се обучават студенти по специалността право извън Софийския университет.

В града е открит и българо-френски център „Марком“ за обучение на стопански ръководители. Преподаватели са български и френски специалисти, а стажа се извършва в чужбина – Франция и САЩ.

По време на втория мандат на Красимир Вълков през юни 1990 г. са проведени избори за народни представители на Седмо велико народно събрание – първите многопартийни избори след демократичните промени от 1989 г.

Управлението на Красимир Вълков завършва през месец октомври 1990 г., когато със Заповед № R-76/1.10.1990 г. на председателя на Министерския съвет е назначен Временен изпълнителен комитет на ОбНС Михайловград.